# Lena Ganschow

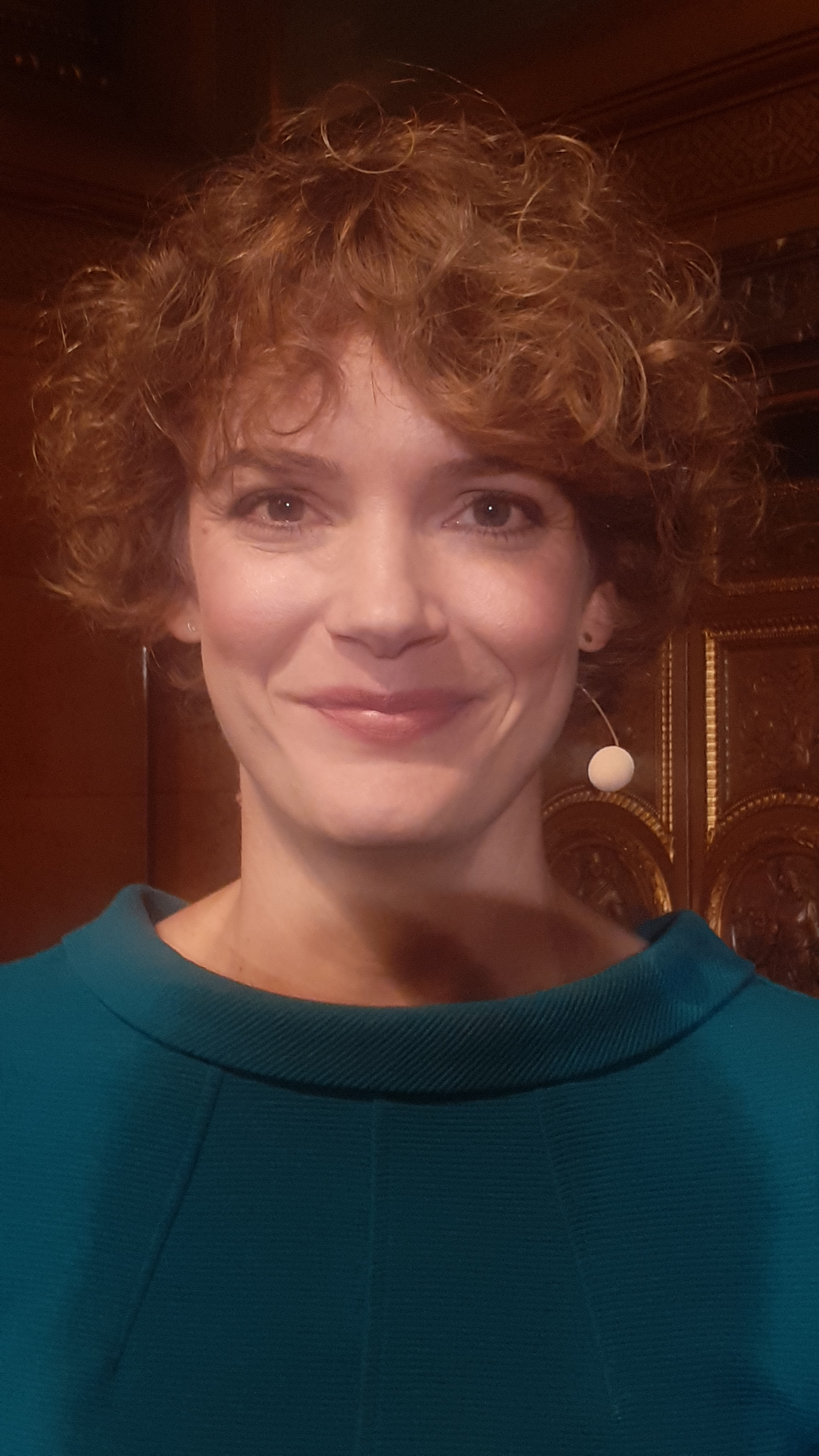
Lena Ganschow (2023)

Lena Ganschow (* 1980 in Hamburg) ist eine deutsche Journalistin und Fernsehmoderatorin.

## Werdegang
Nach dem Abitur an der Europäischen Schule Karlsruhe studierte Lena Ganschow an der Eberhard Karls Universität in Tübingen und der Tufts University in Boston Biologie auf Diplom. Ihre Abschlussarbeit schrieb sie bei Nobelpreisträgerin Christiane Nüsslein-Volhard am Max-Planck-Institut für Entwicklungsbiologie in Tübingen.
Von 2006 bis 2007 war sie Volontärin und ab 2007 freie Mitarbeiterin beim Südwestrundfunk. Sie arbeitete als Reporterin für die Sendung Odysso des SWR Fernsehens. In den Dokus Die Römer im Südwesten, Die Kelten im Südwesten und Das Mittelalter im Südwesten führt sie durch die Sendung. Darüber hinaus moderierte sie im Ersten zusammen mit Kunstexperte Frithjof Hampel die Sendereihe Schatzsuche im Schloss.
Von September 2012 bis Oktober 2015 gehörte sie zu den Moderatoren der Nachmittagssendung Kaffee oder Tee im SWR Fernsehen. Am 1. November 2015 trat sie als Moderatorin des Wissensmagazins Terra Xpress im ZDF die Nachfolge von Dirk Steffens an. Seit 2021 ist sie Dozentin für Medien- und Präsentationstraining im Nationalen Institut für Wissenschaftskommunikation. Seit 2021 gehört sie auch dem Universitätsrat der Universität Tübingen an. 2023 wechselte sie als Autorin und Moderatorin der TV-Formate ARD Wissen sowie SWR Wissen zurück zum SWR. Seit Mai 2025 moderiert Lena Ganschow auch das Politmagazin Kontraste vom Rundfunk Berlin-Brandenburg.
Ganschow ist verheiratet und hat ein Kind.